# Das Duo: Stiller Tod
Stiller Tod ist ein deutscher Fernsehfilm von Peter Fratzscher aus dem Jahr 2003. Es handelt sich um den vierten Filmbeitrag der ZDF-Kriminalfilmreihe Das Duo.

## Handlung
Die siebenjährige Caroline Götz wird tot in einem Nachbarort von Lübeck aufgefunden. Das Kind wurde erstickt und der Fundort ist augenscheinlich nicht der Tatort. Die Kommissarinnen Marion Ahrens und Lizzy Krüger ermitteln und geraten gleich mit den berichtenden Medien in Konflikt.
Die Mutter von Caroline ist alleinerziehend und hatte ihr Kind oft allein gelassen, weil sie zur Arbeit musste. Daher war das Mädchen häufig sich selbst überlassen und hatte auch einen eigenen Schlüssel, der allerdings nicht mehr bei dem Opfer gefunden wurde. Die Ermittlerinnen erhoffen sich Hinweise von dem Nachbarmädchen Melanie Marks, die hier bei ihrer Großmutter lebt. Die Dreizehnjährige ist zwar gehörlos, hat aber öfter auf Caroline aufgepasst und könnte sie zuletzt gesehen haben. Doch das Mädchen äußert sich unwissend. Kommissarin Krüger findet einen „guten Draht“ zu dem Kind und bemerkt, wie einsam Melanie eigentlich ist. Durch ihre Behinderung ist sie zum Einzelgänger geworden, weil sie sich nirgends dazugehörig fühlt. Zudem leidet sie darunter von ihrer Mutter im Stich gelassen worden zu sein und für ihre Großmutter nur als „Belastung“ zu gelten.
Die Recherche nach Gewalttaten an Kindern in der Vergangen, führt Ahrens und Krüger zu dem vorbestraften Peter Steffens, der als Hausmeister in der Schule des Ortes arbeitet und am Tattag mit Caroline gesehen wurde. Sein Alibi ist vage und so wird sein Auto kriminaltechnisch untersucht. Dabei findet sich die Haarspange von Caroline, sodass er unter Verdacht gerät. Nachdem die Presse davon erfährt, ist eine Vorverurteilung des Mannes nicht mehr aufzuhalten. Kommissarin Krüger hat allerdings Zweifel und beleuchtet weitere Aspekte des möglichen Tathergangs. Dabei kommt ihr eine Aussage von Melanie zu Hilfe, wonach sie angeblich an dem betreffenden Nachmittag mit Steffens zusammen gewesen war. Sie mag den Hausmeister, weil er ein ähnlicher Außenseiter ist wie sie. Als allerdings Blutspuren in Steffens Schuppen gefunden werden sowie Baumwollfasern von Carolines Kleidung, steht fest, dass das Kind dort gestorben ist. Steffens wird festgenommen und verhört. Er leugnet jedoch weiterhin dem Mädchen etwas angetan zu haben. Er hätte Caroline lediglich tot aufgefunden und aus Angst, dass man ihn für den Tod des Kindes verantwortlich machen könnte, hatte er die Leiche weggeschafft. Nachdem Melanie erfährt, dass Steffens verhaftet wurde und angeklagt werden soll, legt sie überraschen ein Geständnis ab.
Melanie Marks hatte sich mit Caroline gestritten und nachdem sie sie geschubst hatte, war das Kind unglücklich gestürzt. Weil Caroline blutete, hatte Melanie einen Lappen genommen und ihr den dann auf den Mund gedrückt, damit sie still ist. Warum sie das getan hatte, kann sie im Nachhinein nicht mehr erklären.
Im Rahmen der Ermittlungen gesteht Ahrens ihrer Kollegin, dass sie selber eine Tochter hatte, die mit zwei Jahren sterben musste, weil sie von einem Betrunken überfahren wurde. Daher geht ihr der Fall besonders nah.

## Produktionsnotizen
Stiller Tod wurde in Lübeck und Sandesneben gedreht und am 8. März 2003 um 20:15 Uhr im ZDF erstausgestrahlt.

## Kritik
Tilmann P. Gangloff meinte bei tittelbach.tv: „Die Handlung des vierten Falls des ‚Duos‘ mag nicht besonders originell klingen. Seinen Reiz bezieht ‚Stiller Tod‘ aber aus dem Engagement der beiden Kommissarinnen in Hinblick auf die gehandicapte Zeugin. Stereotyp bleibt dafür das ‚Miteinander‘ der beiden Hauptfiguren,“ „die auch in ‚Stiller Tod‘ im gewohnten, fast feindseligen Verhältnis verharren.“
Die Kritiker der Fernsehzeitschrift TV Spielfilm vergaben eine mittlere Wertung (Daumen zur Seite) und befanden: „Ein Provinzkrimi ohne Muff und Mängel“.